# Josef Schöbl
Josef Schöbl (16. srpna 1837 Plzeň — 6. dubna 1902 Praha) byl český oftalmolog, od roku 1883 profesor české univerzity v Praze.
V mládí se rovněž zabýval zoologií, srovnávací anatomií a mikroskopií; určil nové rody a druhy vyhynulých stejnonožců. Vytvořil mnoho oftalmologických a zoologických preparátů. Byl oceňovaný pro humanismus, vlastenectví, plodnou vědeckou činnost a pevnou vůli, s níž překonal řadu překážek. Byl vyznamenán řádem železné koruny III. třídy (1898), získal titul dvorního rady a byl přijat za člena několika vědeckých společností.

## Život
Narodil se 16. srpna 1837 v Plzni. Vystudoval gymnázium v Jičíně a akademické gymnázium v Praze. Během středoškolských studií se zajímal o botaniku a entomologii; ve škole platil za autoritu, když bylo potřeba určit rostlinu nebo živočicha, a už tehdy psal články do časopisů Lotos a Živa.
Po maturitě nastoupil na filosofickou fakultu, kde studoval zoologii, srovnávací anatomii a mikroskopii. Vytvořil tehdy řadu preparátů, které byly zařazeny do sbírek univerzitního zoologického muzea, a tak dobře ovládl injekční techniku, že byl srovnáván s předními odborníky té doby.
Za svou vědeckou činnost měl přislíbeno místo asistenta na katedře zoologie, ale nakonec jej nezískal. Obrátil se proto na studium lékařství. Roku 1861 se stal doktorem medicíny a o rok později doktorem chirurgie. Pracoval v oboru gynekologie a porodnictví. I zde mu nejprve nabídli místo asistenta na katedře, pak ho ale opět předešli jiní.
Na výzvu profesora Hasnera nastoupil jako asistent na oční klinice. Byl oblíbeným pedagogem, zejména u zahraničních studentů, a roku 1865 za nepřítomnosti profesora rovněž přednášel. Po čtyřech letech mu však skončila smlouva a Hasner mu ji ani neprodoužil, ani mu neumožnil habilitaci. (Záležitost možná souvisela s tím, že ho prof. Hasner pro jeho příjmení zprvu považoval za Němce.)
Schöbl po tomto dalším neúspěchu odešel do (Bílých) Poličan u Hořic jako praktický lékař. Roku 1866 ho tam zastihla prusko-rakouská válka, během níž ztratil veškeré jmění včetně velké části sbírek.
V té době zemřel zemský oční lékař Josef Pilz a František Ladislav Rieger pomohl Schöblovi, aby se stal jeho nástupcem. Byl do této funkce zvolen českou většinou na českém zemském sněmu, musel ale snášet nepřízeň německého zemského maršálka. Vedle náročné praxe ve volném čase pokračoval ve vědecké činnosti v oboru oftalmologie a srovnávací anatomie. Statistika uváděla, že v letech 1871–1881 ambulantně léčil 32 290 nemocných.
Roku 1883 se stal řádným profesorem české univerzity v Praze.
Zemřel po krátké střevní nemoci 6. dubna 1902 v Praze. Pohřben byl za velké účasti na Olšanských hřbitovech.
Byl vzpomínán jako obětavý lékař a plodný vědec, který houževnatě překonával množství překážek. Současníci oceňovali i jeho lidumilnost a štědrost. Operací šedého zákalu navrátil za třicet let zrak 5000 slepcům. Léčil také přes 300 000 chudých očních pacientů. Mimo jiné také léčil Karolinu Světlou. Vlastenectví projevil tím, že dal přednost úkolům v Čechách před nabídkami zahraničních univerzit. Shromáždil množství oftalmologických preparátů. V rámci vědeckých výzkumů si zasílali vzorky sítnic s Janem Evangelistou Purkyně.
Získal titul dvorního rady. Roku 1898 byl vyznamenán řádem železné koruny III. třídy. Byl členem České akademie, Královské české společnosti nauk a několika zahraničních společností.

## Vědecká a publikační činnost
Publikoval řadu článků v českých i německy psaných vědeckých časopisech. Proslavil ho mimo jiné výzkum kryptogliomu V oblasti zoologie objevil několik rodů a druhů vyhynulých stejnonožců, např. Haplophtalamus Typhloniscus, Ligidium amethystinum aj.
Knižně vyšly jeho práce:
- Zpráva o činnosti očiléčitelské zemského očního lékaře Dr. Jos. Schöbla, od roku 1871 do roku 1881 (1882)
- O krevních cévách rohovky (1884)
- O hnisovém zánětu sitnice (1889)
- O některých vzácných nádorech a cizopasnících oka : Glioma. Pseudoglioma. Cryptoglioma. Cylindroglioma. Cysticercus subretinalis triplex (1893)
- Cryptoglioma retinae : vorläufige Mittheilung (německy, 1896)
- Řeč děkovací, kterou mluvil prof. Dr. Jos. Schöbl dne 12. ledna 1899 při projevení přání svých posluchačů ku vysokému vyznamenání, které jemu uděliti ráčil Jeho Veličenstvo náš nejmilostivější král a pán (1899)

Na základě jeho přednášek sestavil V. Novotný učebnici Oční lékařství.